# Vèlia
|  | Per a l'antic turó de Roma, vegeu Vèlia (Roma). |

Vèlia (en llatí: Velia; gentilici: Veliensis, en català velienc) o Èlea (en grec antic: Ἐλέα; gentilici: Ἐλεάτης, en català elèata) era una ciutat de la Magna Grècia, una de les principals colònies gregues d'Itàlia a la vora de la mar Tirrena, entre Posidònia i Pixunt. Fou una colònia focea fundada el segle vi aC, i va acollir una de les grans escoles filosòfiques presocràtiques, l'escola eleàtica.

## Nom
Segons que diuen Estrabó i Diògenes Laerci, la ciutat va ser fundada com a Ὑέλη («Hyélē»), i efectivament aquesta grafia és corroborada per les monedes batudes a la ciutat. No obstant això, la forma més corrent en els texts és Ἐλέα («Eléa»), que dona nom a l'escola d'Èlea, i que és la que es va imposar amb el temps en l'àmbit hel·lènic. Per la seva banda, de bon començament els romans l'anomenaren Velia, que esdevengué la forma més comuna quan, amb el canvi d'era, el llatí substituí el grec com a llengua habitual a tota la Magna Grècia.
La cosa més probable és que la forma Ὑέλη en realitat sigui una manera tardana de representar el so de la digamma que encara persistia en eòlic (per tant, *Ϝέλ-, /wél/). Èlea era una colònia dels foceus, que es trobaven a la frontera entre Eòlia i Jònia, i, per tant, el seu dialecte, tot i que de base jònica, tenia molts d'elements d'influència eòlica, com ara la retenció de la digamma, si més no en posició inicial. Al costat d'aquesta forma eòlica es degué desenvolupar una forma jònica amb elisió de la digamma, Ἐλέα, que és la que es va popularitzar entre els escriptors àtics. La forma eòlica, però, degué persistir encara un bon grapat d'anys, perquè el nom llatí de la ciutat, Velia, reté el so de la digamma inicial, que els romans escrivien amb la V.
Pel que fa a l'origen del nom, és possible que derivi del nom de l'actual riu Alento, al qual Ciceró dona el nom de Hales però Estrabó l'anomena Ἐλέης («Eléēs») i Estèfan de Bizanci, Βελέα («Beléa» o «Veléa»). Altres autors feien derivar el seu nom de ἕλος («hélos») 'aiguamoll', per la zona humida situada a la boca del riu.

## Història
La fundació d'Èlea està totalment vinculada en la batalla d'Alàlia: els grecs de Focea havien abandonat la seva ciutat perquè volien evitar el domini persa però volien evitar el setge per part del general Hàrpag cap al 545 aC, i s'havien establert a Alàlia. Cap al 540 aC s'enfrontaren a un contingent etrusc i fenici a Alàlia, i després de perdre més de la meitat de les naus abandonaren Còrsega, i tot seguit s'establiren a la costa de Lucània per fundar Èlea, segurament en un empori preexistent. Èlea es fundava, doncs, cap al 540 aC, datació confirmada per les troballes arqueològiques duites a terme a l'antiga ciutat. Concretament, els arqueòlegs han trobat un dipòsit ritual fundacional amb trofeus de guerra consistents en armament etrusc de la batalla d'Alàlia, que es pot datar efectivament entorn del 540 aC.
Al cap d'un temps, la ciutat, dedicada al cultiu de la terra i al comerç, es va fer pròspera. S'han trobat moltes monedes de plata, i el fet que es convertís en la seu d'una escola de filosofia que establerta durant diverses generacions indica que la ciutat era un centre cultural important. Però de la seva història interna hom no en coneix gairebé res.
Estrabó diu que era coneguda pel seu bon govern. És sabut que Parmènides li va donar un codi de lleis que els magistrats juraven anualment. Però la confusa història de la mort de Zenó d'Èlea, deixeble de Parmènides, de qui es diu que va ser assassinat per un tirà anomenat Nearc o Diomedont, sembla indicar que la ciutat va tenir també períodes de violència interna. Estrabó informa que els elèates van guanyar en un enfrontament amb Posidònia, i també que es varen enfrontar i varen derrotar els lucans. L'escola de filosofia eleàtica la va fundar Xenòfanes, nascut a Colofó i establert a la ciutat; la va continuar Parmènides, autor del codi de lleis, i més tard Zenó, ambdós nascuts a la ciutat. Natural de la ciutat es creu que podia ser també Leucip, fundador de la teoria atòmica, que d'altres fan natural d'Abdera o de Melos. Els atomistes pensaven que el moviment existia en si mateix, mentre que els eleàtics no acceptaven el moviment com a realitat sinó com a fenomen.

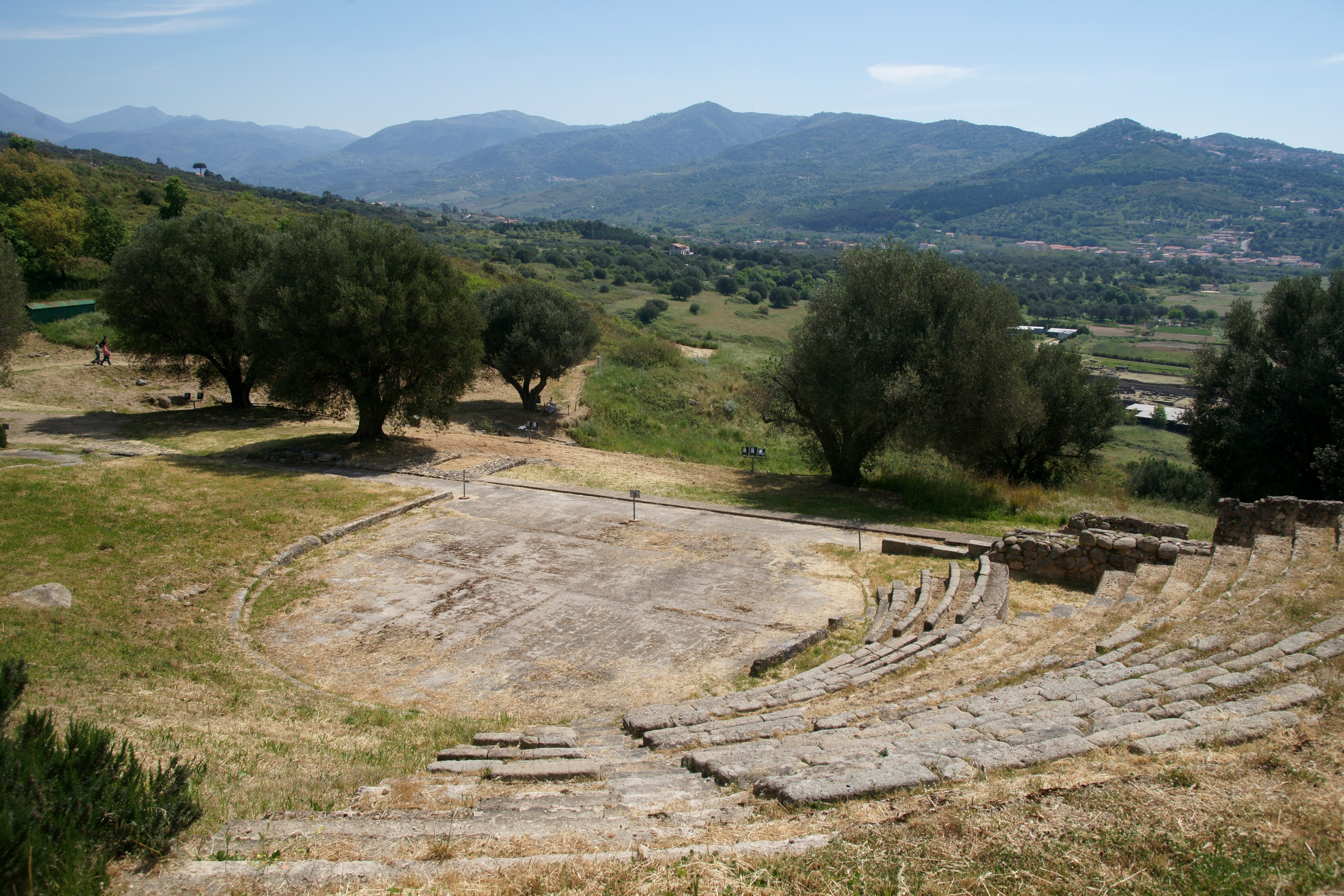
El teatre grec

La ciutat no va tardar a esdevenir aliada de Roma. Ciceró l'anomena foederata civitas, i durant la Segona Guerra Púnica va ser una de les ciutats que es va veure obligada a aportar la seva quota de naus a la flota romana, segons Titus Livi. Segurament amb la Lex Julia de civitate italis danda va romandre afranquida i convertida en un Municipi romà l'any 90 aC.
Sota domini romà va continuar sent una ciutat pròspera, i destacava pel seu clima suau i saludable. Emili Paule hi va viure per causa de la salut, i Horaci es va interessar per la ciutat com a substituta de Baies. Gai Trebaci Testa, amic de Ciceró, hi va tenir una vil·la. No se'n parla durant la resta de l'Imperi i ja no apareix als Itineraris, però va continuar d'existir. Al Liber Coloniarum figura com a una de les prefectures de Lucània i com a municipi, categoria que també es coneix per inscripcions trobades. El segle v era seu d'un bisbat, i encara ho era el 599, en temps de Gregori el Gran. Probablement no es va abandonar definitivament fins al segle ix, a causa de les incursions dels sarraïns.
A l'edat mitjana, es va construir al lloc una fortalesa que es va dir Castell' a Mare della Brucca. Les ruïnes de la ciutat són al seu entorn, a uns tres km de la desembocadura del riu Alento, on es forma una espaiosa badia entre la punta Porticello i el cap Monte della Stella. En resten part de les muralles i alguns edificis ensorrats, a més de l'aqüeducte i algunes cisternes.